# Бакеев, Амандык Тыныштыкулы
Амандык Тыныштыкулы Бакеев (каз. Бакеев Амандық Тыныштықұлы; род. 10 августа 1990, Шубаркудук, Актюбинская область, КазССР, СССР) — казахстанский борец вольного стиля, трёхкратный чемпион Казахстана, участник чемпионата мира. Представляет Актюбинскую область.

## Биография
Родился 10 августа 1990 года. Первый тренер — Болеков Лукпан Набиевич. В 2012 году выступая за Мангистаускую область стал чемпионом Казахстана в весе до 60 кг, в финале победил Дамира Толеукенова. В 2013 выступая в весовой категории до 66 кг стал двукратным чемпионом Казахстана, в финале победил Самата Омарова. В 2013 году выступая на Чемпионате Азии весе 66 кг в первой схватке уступил иранцу Иосефи Мухаммаду. Итог встречи 3:1, 3:4, 2:5. В 2014 году стал бронзовым призёром международного турнира на призы Александра Медведя в весе до 65 кг. В 2015 году стал победителем международного турнира посвященный памяти Каба уулу Кожомкула, в финале победив местного борца Улукмана Маматова. В марте 2016 года стал бронзовым призером международного турнира «Mongolia Open» в весе до 65 кг, через неделю стал серебряным призёром международного турнира на призы главы Республики Бурятия в той же весовой категории, в финале уступив монгольскому борцу Номину Батболд. В 2017 году стал серебряным призёром чемпионата Казахстана в весе до 65 кг. В финале досадно уступил Меиржану Аширову. В 2017 году на Азиатских играх по боевым искусствам и состязаниям в помещениях в Ашхабаде в борьбе за бронзовую медаль со счетом 5-15 проиграл местному борцу Батыру Боржакову. В 2018 году стал чемпионом Казахстана в весе до 70 кг в финале победив Даурена Жумагазиева. В 2018 году стал серебряным призёром международного турнира посвященный памяти Вацлава Циолковского в весе до 70 кг, в финале уступил грузинскому борцу Зурабу Якобишвили. Участник Чемпионата мира 2018 года в Будапеште где в 1/32 финале со счетом 8-13 уступил молдавскому борцу Михаю Саве. В 2019 году стал бронзовым призёром 5-й Летней Спартакиады в весовой категории до 70 кг.

## Спортивные результаты
- Чемпионат Казахстана по вольной борьбе (Уральск, 2012);
- Чемпионат Казахстана по вольной борьбе (Шымкент, 2013);
- Международный турнир на призы Александра Медведя (Минск, 2014);
- Международный турнир, посвященный памяти Каба уулу Кожомкула (Бишкек, 2015);
- Международный турнир «Mongolia Open» (Улан-батор, 2016);
- Международный турнир на призы главы Республики Бурятия (Улан-Удэ, 2016);
- Чемпионат Казахстана по вольной борьбе (Шымкент, 2017);
- Чемпионат Казахстана по вольной борьбе (Шымкент, 2018);
- Международный турнир, посвящённый памяти Вацлава Циолковского (Варшава, 2018);
- Чемпионат Казахстана по вольной борьбе (Шымкент, 2019);
- Чемпионат Казахстана по вольной борьбе (Нур-Султан, 2021);